# Sciapus digitatus
Sciapus digitatus är en tvåvingeart som beskrevs av Van Duzee 1914. Sciapus digitatus ingår i släktet Sciapus och familjen styltflugor.
Artens utbredningsområde är Kuba. Inga underarter finns listade i Catalogue of Life.